# Rue Marie-Pape-Carpantier
Pour les articles homonymes, voir Marie Pape-Carpantier, Pape (homonymie) et Carpantier.
La rue Marie-Pape-Carpantier est une voie du 6e arrondissement de Paris, en France.

## Situation et accès
La rue Marie-Pape-Carpantier est une voie publique située dans le 6e arrondissement de Paris. Elle débute au 20, rue Madame et se termine au 1, rue Cassette.
Le quartier est desservi par la ligne 4 à la station Saint-Sulpice.

## Origine du nom

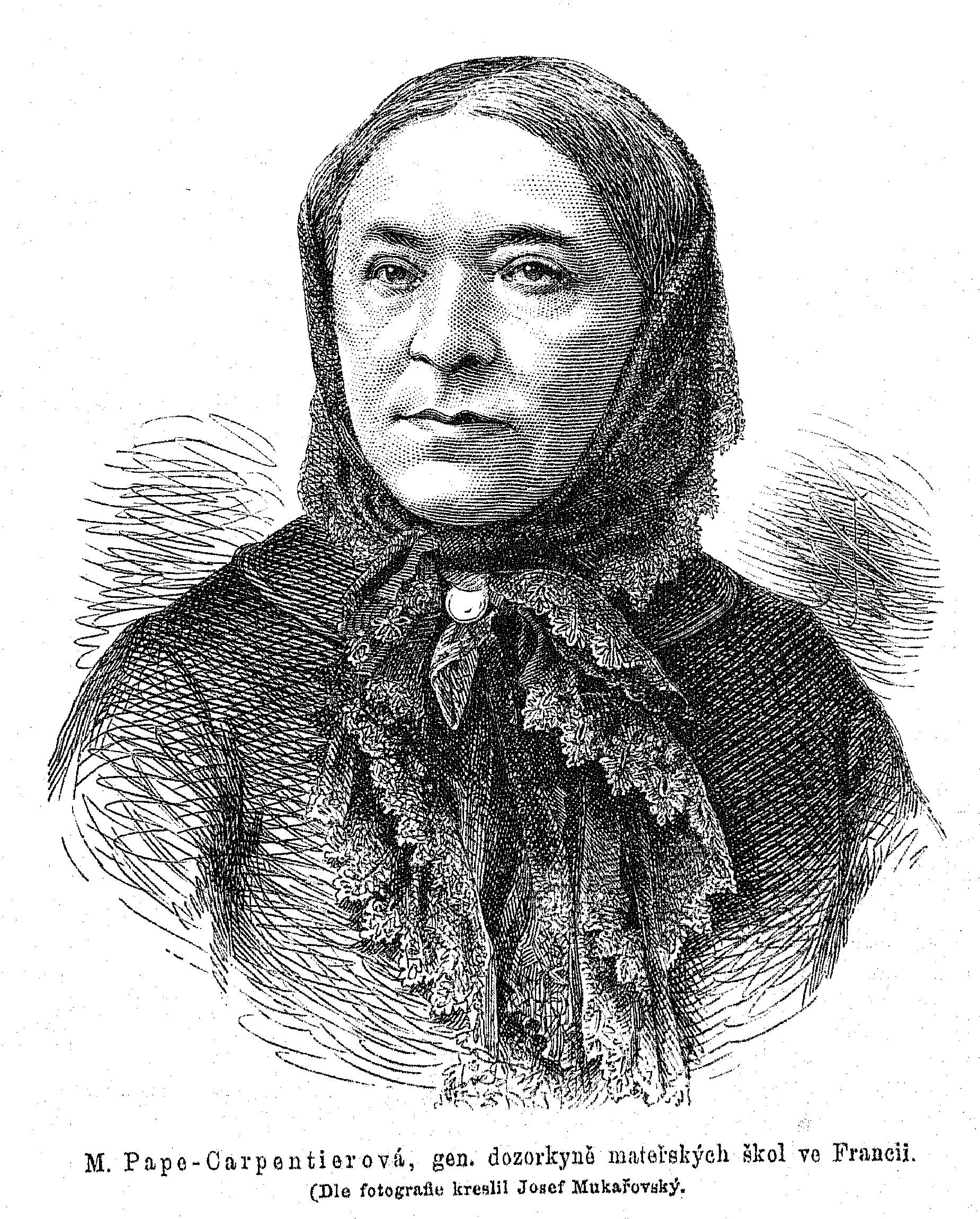
Marie Pape-Carpantier.

Elle porte le nom de la pédagogue française Marie Pape-Carpantier (1815-1878), fondatrice des écoles maternelles et directrice de l'École normale maternelle de Paris en 1848.

## Historique

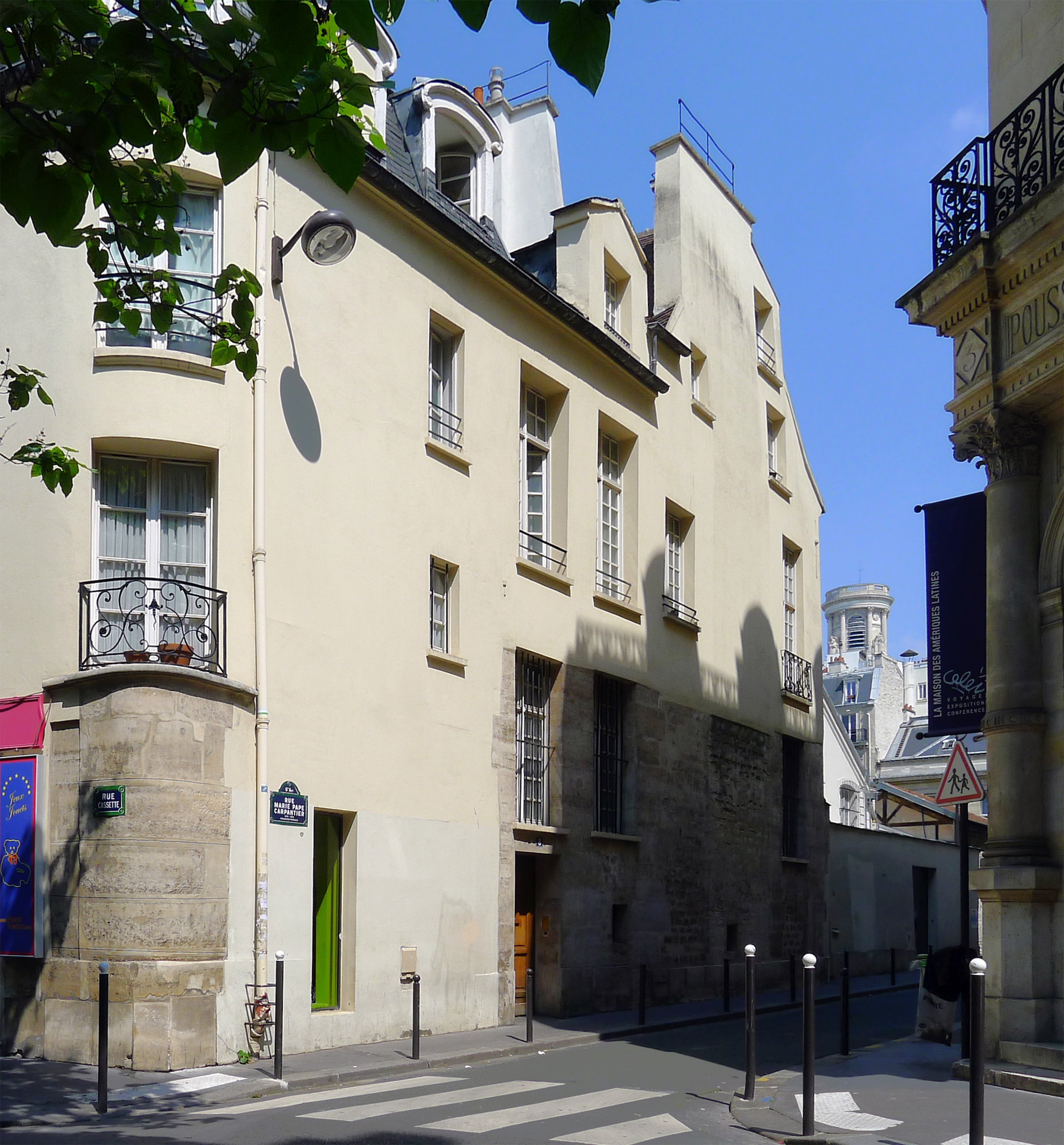
La rue Marie-Pape-Carpantier vue depuis la rue Cassette.

Cette rue existait déjà en 1595 sous le nom de « rue d'Arpentier », « rue d'Apentier », « rue de Charpentier » et « rue de Carpentier », nom qui venait du mot « appentis » sans doute, parce qu'il existait une construction, un appentis adossé aux murs du couvent des Filles du Précieux Sang de la rue de Vaugirard. Elle prit le nom de « rue Pape-Carpantier » par un arrêté du 10 novembre 1885 à la faveur d'un calembour, avant de prendre le nom de « rue Marie-Pape-Carpantier » par un arrêté municipal du 14 janvier 1994.

## Bâtiments remarquables et lieux de mémoire

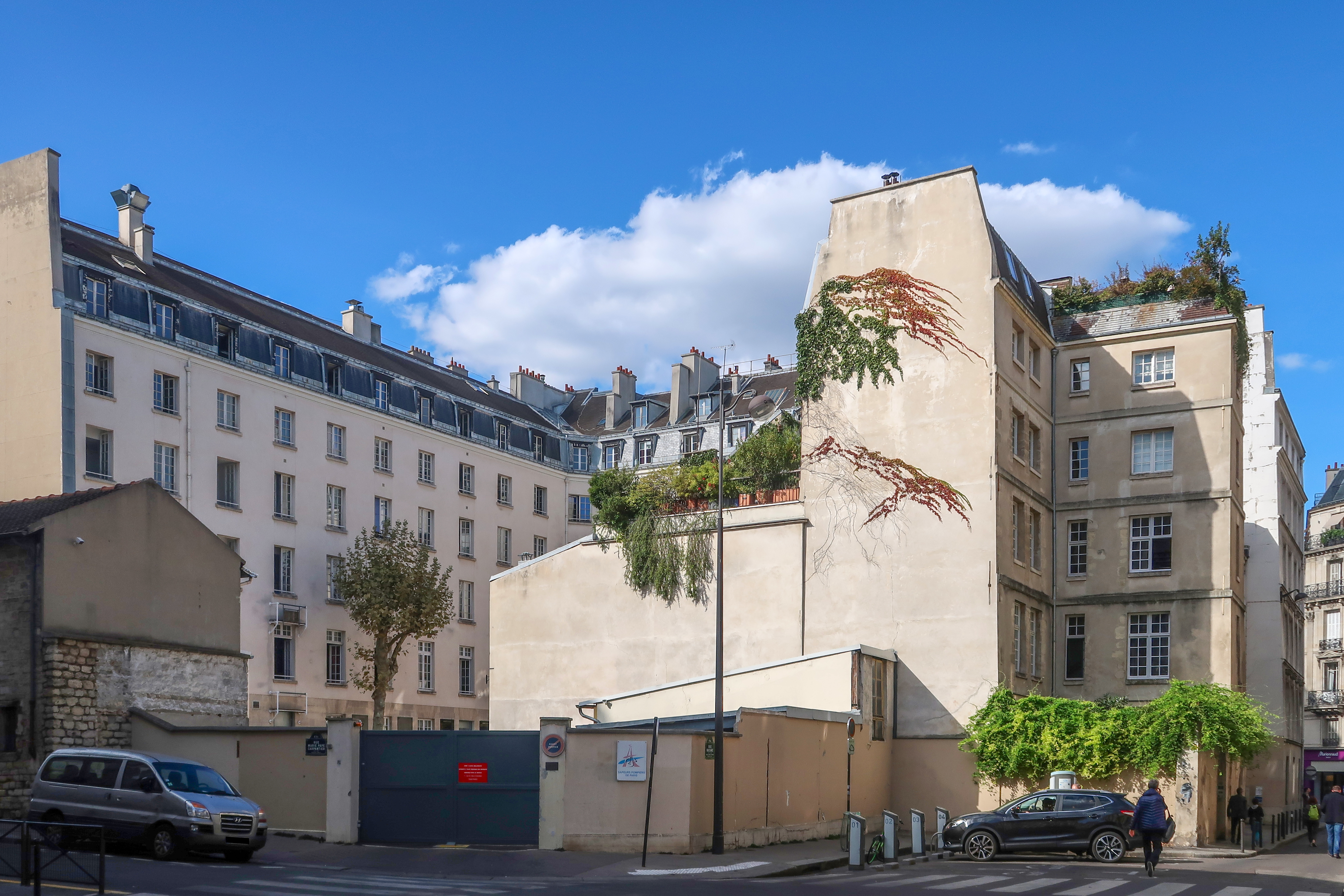
Caserne de sapeurs-pompiers au croisement avec la rue Madame.